# Geof Darrow
Geofrey "Geof" Darrow (ur. 21 października 1955) − amerykański projektant i rysownik komiksowy. Najbardziej znany ze swoich bardzo szczegółowych rysunków do komiksu Franka Millera Hard Boiled.
Był trzykrotnie nagradzany nagrodą Eisnera - w 1991 za Hard Boiled, w 1996 za The Big Guy and Rusty the Boy Robot oraz w 2006 za Kowboja z Szaolin. Pracował także nad koncepcjami do filmu Matrix.